# Iván Santiago Díaz
Iván Santiago Díaz (sinh 23 tháng 1 năm 1993) là một cầu thủ bóng đá Argentina, hiện tại thi đấu cho MŠK Žilina. Câu lạc bộ cũ của anh là River Plate.

## Sự nghiệp
Diaz khởi đầu sự nghiệp năm 2003 cùng với Club Atlético River Plate, trước khi gia nhập vào tháng 8 năm 2011 đến đội bóng Hi Lạp Panathinaikos F.C..

## AS Trenčín
Ngày 8 tháng 2 năm 2012, Díaz kí hợp đồng 4 năm cho AS Trenčín. Màn ra mắt của anh diễn ra vào ngày 24 tháng 3 năm 2012 ở trận đấu tại Corgoň Liga trước ŠK Slovan Bratislava, vào sân từ ghế dự bị thay cho Samuel Štefánik. Sau 19 trận ở Corgon Liga cho AS Trenčín, anh trở lại River Plate tháng 2 năm 2013. Mùa đông 2013, anh rời câu lạc bộ không một lời giải thích.

## Thống kê sự nghiệp
Tính đến 26 tháng 5 năm 2013
| Thành tích câu lạc bộ | Thành tích câu lạc bộ | Thành tích câu lạc bộ | Giải vô địch | Giải vô địch | Cúp                  | Cúp                  | Châu lục | Châu lục  | Tổng    | Tổng      |
| Mùa giải              | Câu lạc bộ            | Giải vô địch          | Số trận      | Bàn thắng    | Số trận              | Bàn thắng            | Số trận  | Bàn thắng | Số trận | Bàn thắng |
| Slovakia              | Slovakia              | Slovakia              | Giải vô địch | Giải vô địch | Cúp bóng đá Slovakia | Cúp bóng đá Slovakia | Châu Âu  | Châu Âu   | Tổng    | Tổng      |
| --------------------- | --------------------- | --------------------- | ------------ | ------------ | -------------------- | -------------------- | -------- | --------- | ------- | --------- |
| 2011–12               | AS Trenčín            | Corgoň Liga           | 5            | 0            | 0                    | 0                    | 0        | 0         | 5       | 0         |
| 2012–13               | AS Trenčín            | Corgoň Liga           | 20           | 2            | 2                    | 0                    | 0        | 0         | 22      | 2         |
| Tổng cộng sự nghiệp   | Tổng cộng sự nghiệp   | Tổng cộng sự nghiệp   | 25           | 2            | 2                    | 0                    | 0        | 0         | 27      | 2         |

## Danh hiệu

### MŠK Žilina
- Fortuna Liga: Vô địch: 2016-17